# إعصار نيلوفر
إعصار نيلوفر كان أقوى الأعاصير المدارية عام 2014 في شمال المحيط الهندي، وأقوى عاصفة تتشكيل في بحر العرب منذ إعصار فيت في عام 2010. نشأ نيلوفر من منطقة ضغط منخفض في بحر العرب، التي تصاعدت وتحولت إلى منخفض في 25 أكتوبر. وفي اليوم التالي أصبحت عاصفة، حيث بلغ في شدة الذروة 950 مـم.بار (28.05 inHg) في 28 أكتوبر. وتحرك الاعصار نحو الشمال الشرقي.

## الرصد الجوي
في أواخر أكتوبر، تشكلت منطقة الضغط المنخفض على بحر العرب متحركة شمالا، وحذرت مراكز الإرصاد من تحوله لإعصار استوائي في 24 أكتوبر. في 26 أكتوبر، تحول ل«منخفض عميق». في غضون ساعات قليلة، ذكرت وكالة الأرصاد الجوية في الهند أن العاصفة أشتدت للتحول إلى إعصار، وأطلق عليه اسم نيلوفر.
في 27 أكتوبر، أصبحت العاصفة «اعصار بشدة» وكذلك «إعصار شديد للغاية»،  في اليوم التالي، بدأ الإعصار مرحلة العاصفة، وكان الضغط على مدى 24 ساعة 30 مليبار (0.89 بوصة زئبقية)، وبلغ الذروة 950 مـم.بار (28.05 inHg) مع سرعة رياح تتجاوز 205 كم/ساعة (127 ميل/ساعة)، مما جعل نيلوفر رابع أشد إعصار استوائي على الإطلاق في بحر العرب.

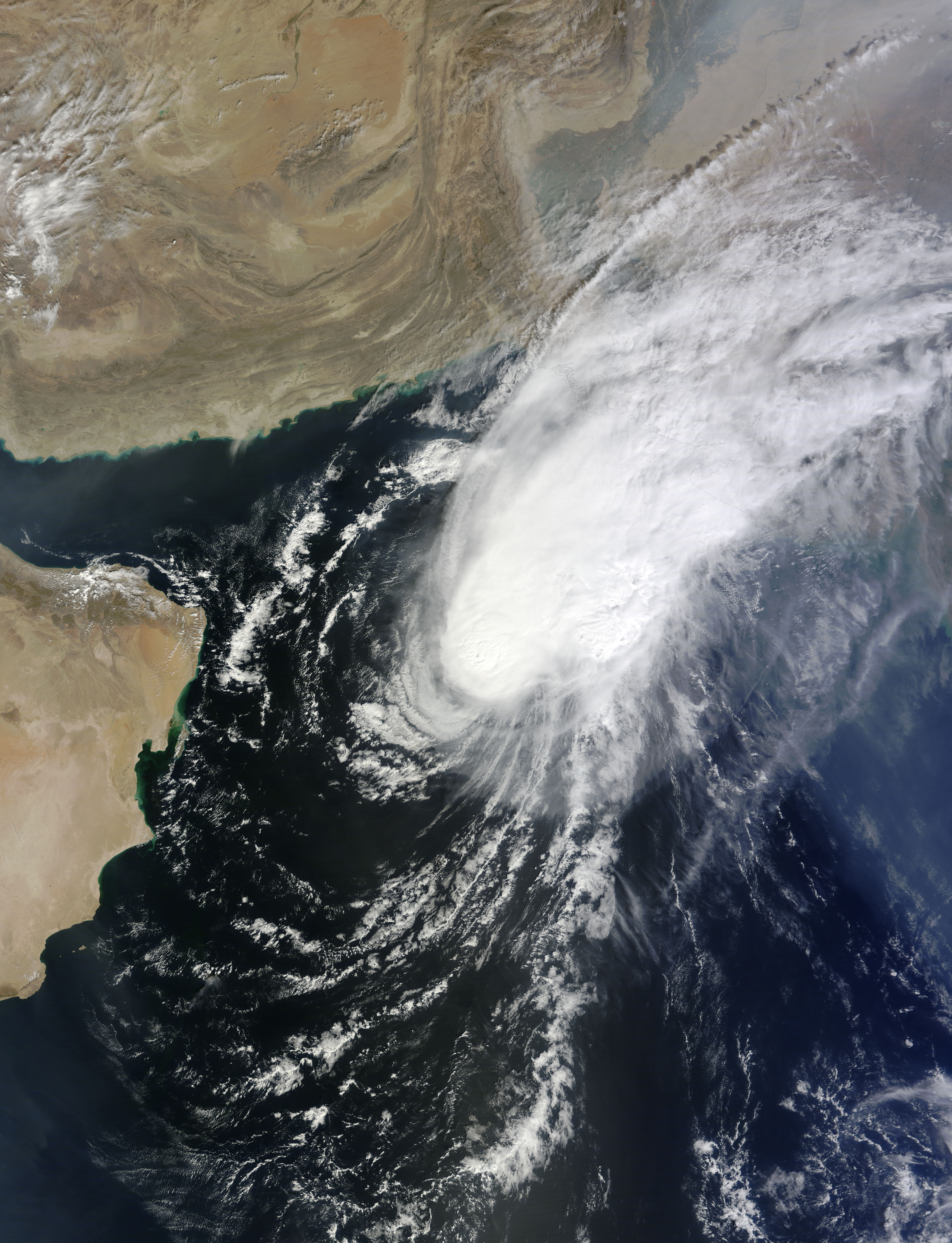
نيلوفر بالقرب من غرب الهند في 30 أكتوبر.

## وصلات خارجية
- 04A.NILOFAR from the U.S. Naval Research Laboratory